# Château de la Combe (Prissé)
Pour les articles homonymes, voir Château de la Combe.
Le château de la Combe est situé sur la commune de Prissé en Saône-et-Loire, à flanc de pente, sur une terrasse dominant la Grosne.

## Description
Précédé d'une vaste cour limitée par des écuries, des communs et un tinailler, le château est formé d'un corps central rectangulaire entre deux ailes en légère avancée sur la façade occidentale. La travée centrale, couronnée d'un fronton triangulaire, est percée d'une porte qui surmonte un édicule encadrant un oculus ovale. De part et d'autre du château, se dressent, isolés, deux pavillons carrés coiffés de toitures à l'impériale surmontées de lanternons. Celui du sud abrite une chapelle.
Le château est une propriété privée et ne se visite pas.

## Historique

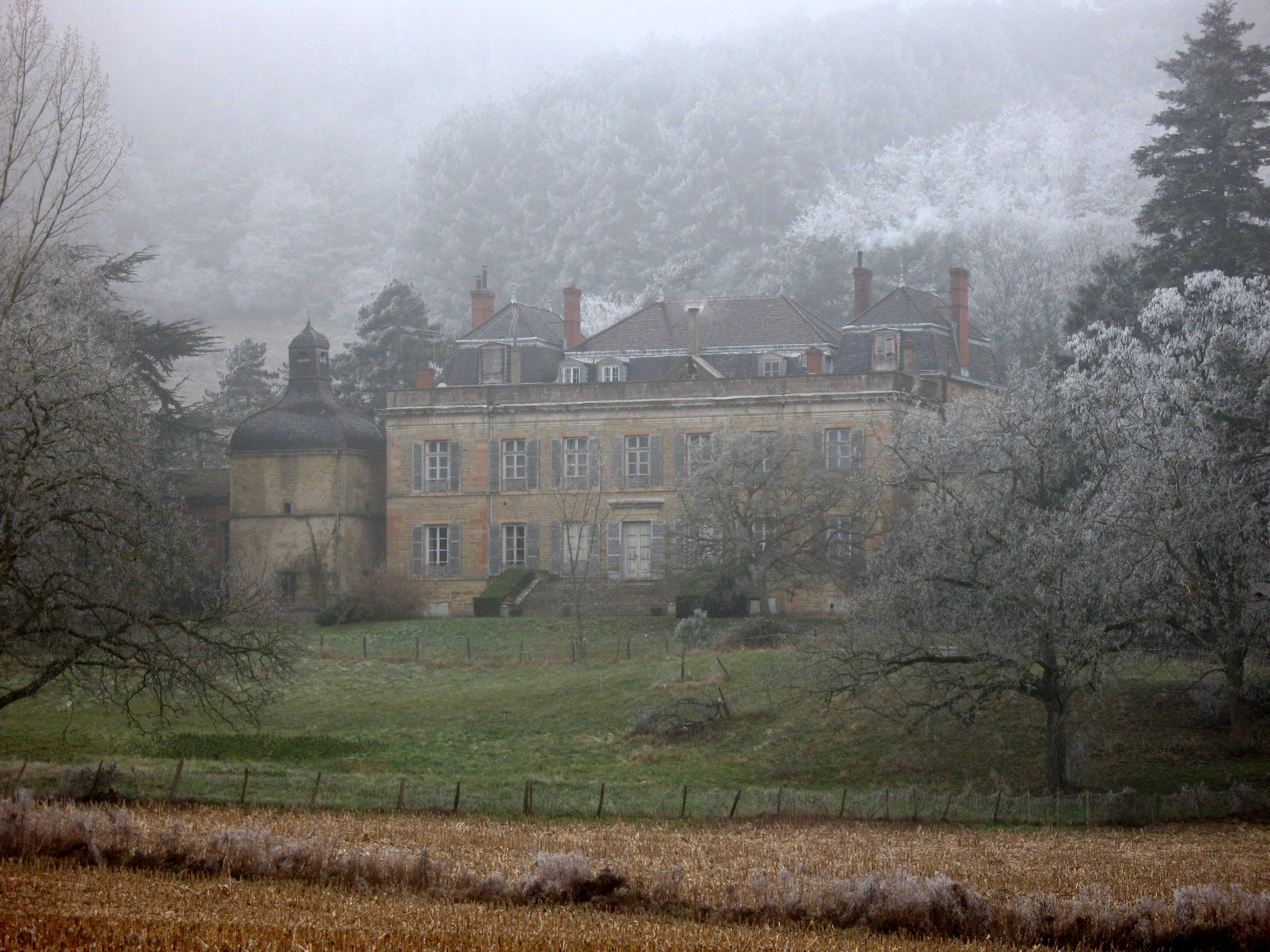
Le château de la Combe dans un manteau de givre.

- XVIIe siècle : le domaine est érigé en fief, sans doute pour François Barjot, avocat au Parlement de Paris[1].
- 1712 : le fils du précédent, Jacques-Marie Barjot, hérite de la propriété.
- 1750 : Jacques-Marie Barjot, alors maire de Mâcon, y fait bâtir un château.
- seconde moitié du XVIIIe siècle : Brice Barjot, successeur du précédent, réside plutôt à Paris.
- 1811 : Brice-Alexis Barjot, qui avait réussi à conserver la demeure intacte durant la période révolutionnaire, la vend à son gendre, Pierre-Marie Chappuis de Maubou.
- 1822 : le précédent revend de domaine au baron des Tournelles.
- 1845 : le baron fait des transformations sur la façade est.
- 1901 : acquisition par M. de Boisset-Clavière.